# Saint-Paul-Trois-Châteaux
Saint-Paul-Trois-Châteaux là một xã thuộc tỉnh Drôme trong vùng Rhône-Alpes ở đông nam nước Pháp. Xã Saint-Paul-Trois-Châteaux nằm ở khu vực có độ cao trung bình 111 mét trên mực nước biển.